# دهستان سیاوشان
دهستان سیاوشان، دهستانی از توابع بخش مرکزی شهرستان آشتیان در استان مرکزی ایران است.

## جمعیت
جمعیت این دهستان بر اساس سرشماری مرکز آمار ایران در سال ۱۳۹۵، ۱۸۴۹ نفر (۷۲۲ خانوار) متشکل از ۸۷۰ مرد و ۹۷۹ زن بوده‌است. در ساليان گذشته كسب و كار اهالي اين روستا، كشاورزي و دامداري بوده است. ليكن در طول ساليان اخير ، بيشتر جوانان به شهر تهران كوچ كرده اند و مشغول خرید و فروشِ لوازمِ صنعتیِ مُستَعمَل(اِستُوک) میباشند.

## فهرست روستاها
- جعفرآباد
- چشمه الله‌وردی
- دستجرده
- سیاوشان
- فیض‌آباد
- نجف‌آباد
- نوده
- نورآباد